# L.A Guns (álbum)
L.A. Guns é o primeiro álbum de estúdio da banda L.A. Guns, lançado em 1988. No seguimento do sucesso do seu álbum seguinte, Cocked & Loaded, este álbum foi certificado como Ouro nos Estados Unidos.

## Faixas
1. "No Mercy" (Guns/Cripps/Lewis/Alexander) - 2:46
2. "Sex Action" (Guns/Lewis/Black) - 3:39
3. "One More Reason" (Guns/Lewis/Black) - 3:05
4. "Electric Gypsy" (Guns/Lewis) - 3:23
5. "Nothing to Lose" (Cripps/Lewis/Stoddard/Black) - 4:12
6. "Bitch Is Back" (Guns/Cripps/Lewis/Black) - 2:51
7. "Cry No More" (instrumental) (Guns) - 1:17
8. "One Way Ticket" (Guns/Black) - 4:17
9. "Hollywood Tease" (Girl cover) (Lewis/Collen) - 2:50
10. "Shoot for Thrills" (cover de Sweet Pain) (Nickels) - 4:27
11. "Down in the City" (Nickels/Guns) - 3:57
12. "Winter's Fool" (faixa bónus no Japão) (Cripps/Guns/Lewis/Nickels/Riley/Black) - 3:40

## Créditos
- Phil Lewis - vocalista
- Tracii Guns - guitarra
- Mick Cripps - guitarra ritmíca
- Kelly Nickels - baixo
- Nickey Alexander - bateria

## Críticas
- Allmusic [2]